# Fat White Family
Fat White Family est un groupe de rock anglais, originaire de Peckham. Le groupe a publié quatre albums, Champagne Holocaust en 2013, Songs for our Mothers en 2016, Serfs Up! en 2019 et Forgiveness Is Yours en 2024

## Biographie
Le groupe, mené par Lias Kaci Saoudi, qui est né à Southampton et a grandi avec son frère Nathan à Huddersfield ainsi qu'à Dungannon, en Irlande-du-Nord, est formé en 2011. Le guitariste Saul Adamczewski est l'ancien chanteur du groupe d'indie pop The Metros, dont faisait aussi partie le bassiste de la Fat White Family, Joseph Pancucci-Simpson.
Ils publient leur premier album, Champagne Holocaust, en 2013, au label britannique Trashmouth Records. Il est publié en 2014 aux États-Unis chez Fat Possum Records. Le groupe publie aussi Fat Whites/Taman Shud, un split EP avec Taman Shud, le 11 décembre 2013 chez Trashmouth.
En mars 2014, le groupe a publié son premier single Touch the Leather chez Hate Hate Hate Records. Au début de 2014, le groupe lance une campagne PledgeMusic pour financer leur concert au festival South by Southwest, qui suivra par une tournée américaine. Les pledgers auront leur EP Crippled B-Sides and Inconsequential Rarities. Puis sort le single I am Mark E Smith (en référence à Mark E. Smith de The Fall), le 15 décembre 2014.
Leur deuxième album, Songs for Our Mothers, est publié en 2016 par le label Without Consent,, promu par le clip du single Whitest Boy on the Beach. Le single suivant de la Fat White Family, Breaking Into Aldi est publié le 16 août 2016.
Le 19 avril 2019, Fat White Family publie un troisième album intitulé Serfs Up!, décrit par le groupe comme un « commentaire sur l'état de la nation » et une « articulation ironique sur ce qu'il se passe ».

## Autres projets
En 2015, Adamczewski et Lias Saoudi collaborent avec Adrian Flanagan et Dean Honer du groupe expérimental Eccentronic Research Council sur leur album Johnny Rocket, Narcissist and Music Machine... I'm Your Biggest Fan. Après sa sortie, le partenariat tiré des concepts de l'album prend forme comme groupe sous le nom de The Moonlandingz. Le groupe finit par tourner avec Sean Lennon, Yoko Ono, Phillip Oakey, Randy Jones et la chanteuse de Slow Club, Rebecca Taylor, puis sortent leur premier album, Interplanetary Class Classics en 2017.
En janvier 2017, Adamczewski forme le groupe Insecure Men avec Lennon (guitare), Ben Robans-Hopcraft (basse), Jack Everett (batterie), Jon Catfish de Lorene (claviers) et Alex White (saxophone),.

## Discographie

### Singles et EP
- 2013 : Fat Whites/Taman Shud (EP, Trashmouth Records)
- 2013 : Crippled B-Sides and Inconsequential Rarities (EP)
- 2014 : Touch the Leather (single, Hate Hate Hate Records)
- 2014 : I Am Mark E Smith (single, Without Consent)
- 2016 : Whitest Boy on the Beach (single, Without Consent)
- 2016 : Breaking Into Aldi (single, Without Consent)